# Marvel Entertainment
Pour les articles homonymes, voir Marvel (homonymie).
Ne doit pas être confondu avec Marvel Studios.
Marvel Entertainment, Inc. est un grand groupe de médias américain qui est né du rapprochement du Marvel Entertainment Group (groupe de l'éditeur de comics Marvel Comics) et du fabricant de jouets Toy Biz dans les années 1990. L'histoire de Marvel débute dans les années 1930 comme éditeur et reste sur ce cœur de métier jusqu'en 1990 quand Ronald Perelman diversifie la société. Depuis 2009, Marvel est devenu une filiale de la Walt Disney Company, qui distribue dès lors les productions de l'Univers cinématographique Marvel au succès international.
Marvel Enterprise possède un catalogue de plus de 5 000 personnages, nombre d'entre eux étant nés de l'imagination du scénariste Stan Lee et du dessinateur Jack Kirby.

## Historique
Avant d'être une entreprise de médias diversifiées Marvel est un éditeur de comics fondé par Martin Goodman, d'abord connu sous le nom de Timely Comics puis Atlas Comics. Ce n'est qu'en 1973 que la maison d'édition prend le nom de Marvel à la faveur du renommage de la Perfect Film and Chemical Corporation en Cadence Industries, société qui avait acheté l'éditeur à Goodman en 1968. De nombreuses transactions et péripéties financières ont amené Marvel à se diversifier avant d'être rachetée en 2009 par The Walt Disney Company.

### 1939-1985: De Timely à Marvel Comics
Martin Goodman éditeur de Pulps fonde en 1939 la société Timely Publications, afin d'éditer des publications de bandes dessinées alors fournies par Funnies, Inc.. La première publication datée d'octobre 1939 est Marvel Comics, renommée dès le second numéro en Marvel Mystery Comics. L'entreprise est alors basée au McGraw-Hill Building au 330 West 42nd Street à New York.
Dans les années 1940, Goodman qui est aussi le propriétaire d'une société de diffusion nommée Atlas News Company, lance d'autres magazines et plusieurs sociétés d'édition. Au printemps 1941, Goodman crée une société nommée Timely Comics, Inc. qui publie ses premiers comics en date d'avril 1941. En 1942, la société déménage dans l'Empire State Building et ce jusqu'en 1951, année de sa cessation d'activité au profit d'Atlas Comics.
En 1949, Goodman fonde une maison d'édition de livres reliés nommée Lion Books.

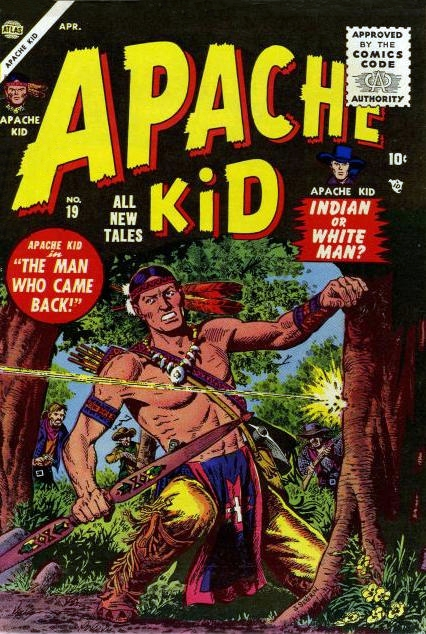
Le numéro 19 dApache Kid sorti en 1956.

À partir de novembre 1951, Martin Goodman transfert les publications de Timely Comics fondée en 1939 sous une nouvelle maison d'édition nommée Atlas Comics et utilisant le logo de sa société de distribution en kiosque l’Atlas News Company,. Créée à la fin de l'Âge d'or des comics, l'éditeur commence rapidement à diversifier ses publications en proposant de l'horreur, du western, de la romance, du sport et des romans historiques aussi bien bibliques que médiévaux. Dans les années 1950, Goodman, possède 59 sociétés nommées de Animirth Comics à Zenith Publications.
En 1953, Goodman regroupe ses productions non Comics au sein de la société Magazine Management Company tandis que les sept premiers titres de comics sont publiés sous le nom Red Circle Books. En 1957, New American Library achète Lion Books.
À l'automne 1968, Martin Goodman vend son groupe de presse Magazine Management à la Perfect Film and Chemical Corporation mais en reste l'éditeur en chef jusqu'en 1972. En 1973, Perfect Film and Chemical Corporation se rebaptise Cadence Industries et renomme sa division presse en Marvel Comics Group.
En 1981, Marvel achète le studio d'animation DePatie-Freleng Enterprises à Friz Freleng, le célèbre réalisateur des Looney Tunes et son associé David H. DePatie. La société est renommée Marvel Productions.
En 1984, George Lucas se désengage de la présidence de Lucasfilm et lance la production de la première adaptation au cinéma d'un personnage de Marvel, Howard the Duck dans le film Howard... une nouvelle race de héros (1986) si l'on fait exception du feuilleton cinématographique Captain America des années 1940.
En 1985, Marvel ouvre une enchère pour les droits d'adaptation de Spider-Man mais seul Menahem Golan propriétaire du studio Cannon Group enchérit pour 225 000 USD, mais à condition de lancer la production avant avril 1990.

### 1986-1996: Diversification et faillite
En 1986, Cadence Industries est en difficulté financière et procède à sa liquidation en cherchant des acheteurs pour ses différentes filiales. Le 21 novembre 1986, New World Pictures achète Marvel Entertainment. New World Pictures est une société fondée dans les années 1970 par Roger Corman qui avait été rachetée en février 1983 par deux investisseurs Harry Evans Sloan et Lawrence L. Kuppin avant d'ouvrir son capital en bourse en octobre 1985. En 1987, New World Pictures devient New World Entertainment.
En janvier 1989, New World Entertainment est contraint de vendre sa division Marvel Comics au financier Ronald Perelman pour 82,5 millions de $, en raison de problèmes financiers,. Perelman est un homme d'affaires ayant fait fortune en redressant et revendant des sociétés à la tête du groupe MacAndrews & Forbes Holdings. Marvel Productions devient alors une filiale de la division télévisuelle de New World Entertainment.
En juillet 1991, Marvel ouvre son capital en bourse avec une offre initiale de 40 $. Cet argent permet à la société d'entamer plusieurs acquisitions. D'autres émissions d'actions auront lieu entre 1993 et 1994 pour plus d'un demi-milliard de titres. Au début des années 1990, Perelman achète de nombreuses sociétés qu'il regroupe autour de Marvel, le tout pour un total de 700 millions de $ comme les éditeurs de cartes de baseball et basketball Fleer Corporation et SkyBox International. Fleer est acheté par Marvel en 1992 pour la somme de 265 millions de $ tandis que SkyBox est acheté en avril 1995.
En 1993, New World Entertainment devient New World Communications. En avril 1993, la société Marvel Entertainment Group prend une participation de 46 % dans Toy Biz, une manufacture de jouets qui possède une licence pour des jouets Marvel et en devient l'un des principaux actionnaires. À la suite de cet achat, nomme Avi Arad ex-pdg de ToyBiz à la tête d'une division cinématographique de MacAndrews & Forbes Holdings regroupant une nouvelle filiale de Marvel et New World Family Filmworks. Le 13 mai 1993, Avi Arad fonde le Marvel Films dont il assure la direction jusqu'en octobre 1998.
Le 22 mars 1994, Marvel et MCA signent un accord pour l'utilisation par MCA alors propriétaire d'Universal Pictures pour l'usage des licences Marvel dans un projet de parc d'attractions au sein du complexe Universal Orlando Resort en Floride. L'accord prévoit l'usage exclusif par Universal à l'est du Mississippi des personnages Marvel et de leur univers sans limite de durée. L'accord est officialisé dans la presse en juin. Marvel achète l'éditeur italien de vignettes autocollantes Panini Group en août 1994
Le 3 novembre 1994, Marvel achète Malibu Comics, et avait annoncé son intention d'acheter l'éditeur de comics Welsh Publishing en octobre,.
La société est en mauvaise situation financière et à la demande de la Securities and Exchange Commission, trois sociétés doivent vendre leurs actions, jusqu'en la mise sur l’ouverture au marché public en février 1995 : Marvel, la société Zib d'Isaac Perlmutter et Toy Biz d'Avi Arad. En juillet 1996, Perelman vend sa société New World Communications à News Corporation de Rupert Murdoch pour 2,48 milliards d'USD et Marvel demande l'accord de la SEC pour fonder Marvel Studios, un studio en interne. En août 1996, en raison de la vente du studio New World par MacAndrews & Forbes Holdings à News Corporation/20th Century Fox, Marvel crée Marvel Studios une société reprenant les activités de Marvel Films dans l'espoir de générer des revenus de films. Courant 1996, Marvel Comics lance un premier service de publication de magazine sur internet nommé Marvel CyberComics, renommé DotComics durant la présidence de Bill Jemas (2000-2004). Dans une interview de 2012, Stan Lee indique que Michael Jackson était intéressé par un partenariat avec la société Stan Lee Media pour acheter Marvel et ensuite incarner Spider-Man.

### 1997-2009: le groupe Marvel Entertainment
Le 27 décembre 1996, Marvel se déclare en faillite. Plusieurs ventes sont alors réalisées pour retrouver la profitabilité, atteinte au début des années 2000. Mais la maison mère reste sous le coup de la protection contre les faillites tout en étant attaquée par des hommes d'affaires. Carl Icahn qui avait acheté des actions de la société dès novembre 1996 parvient à obtenir en les achetant à 20 % au-dessus du marché à se faire élire président du directoire le 20 juin 1997. Mais ni Perelman ni Icahn n'arrivent à contrer l'action d'Ike Perlmutter et Avi Arad, propriétaires de Toy Biz qui ont la faveur des banques créancières.
En juin 1997, Marvel Entertainment Group crée Marvel Enterprise avec à sa tête Scott C. Marden pour s'occuper des licences en carte à jouer, autocollant et la division média nommée Marvel Interactive. En septembre 1997, Perelman vend le catalogue de Marvel Productions à Saban Entertainment qui sera rachetée en 2001 par The Walt Disney Company. En décembre 1997, le juge des faillites destitue Icahn de son poste de président du directoire de Marvel et nomme un administrateur de tutelle en attendant la résolution des conflits financiers.
En juin 1998, la société Toy Biz annonce sa fusion avec Marvel Entertainment Group pour sortir Marvel de la faillite. Le 1er octobre 1998, la nouvelle entité, formée à la suite de l'achat de Marvel Entertainment par Toy Biz se renomme Marvel Enterprises,.
Le 11 février 1999, Marvel revend l'ensemble Fleer-Skybox à Alex Grass, fondateur de Rite Aid Corp, et son fils Roger Grass pour 26 millions de dollars. Le 2 mars 1999, au bout de huit années de procès, Columbia Pictures et sa maison-mère Sony Pictures Entertainment obtiennent les droits de produire des films sur Spider-Man réclamé par MGM. Plusieurs procès avaient été initiés à la suite de la vente des droits par Marvel à trois sociétés indépendantes dans les années 1980, l'une ayant licencié la production de la télévision et la vidéo à Viacom et Sony. La MGMP aurait de son côté hérité ou conclu un contrat les droits pour le cinéma de l'une des sociétés disparue entre-temps. Marvel avait engagé un contre-procès réclamant des droits à MGM mais Marvel et la MGM ont conclu un accord pour arrêter les poursuites tandis qu'en parallèle Sony concluait un contrat comprenant une avance de 10 à 15 millions de dollars américains pour produire un film Spider-Man, une suite et des séries télévisées à condition que Toy Biz fabrique les jouets dérivés. Ce sera Spider-Man (2002) de Sam Raimi. Toutefois le procès intenté par Viacom pour conserver les droits de diffusion télévisuel n'a pas été refermé. Le 5 octobre 1999, la société italienne Fineldo SpA rachète le Panini Group.
En 2003, Marvel vend Quest Aerospace, société achetée en 1995 par Toy Biz à son ancien propriétaire Bill Stine. En décembre 2003, Marvel Entertainment achète la société Cover Concepts à Hearst Communications.
En novembre 2004, Marvel consolide sa division de produits licenciés de vêtement de nuit pour enfants en achetant American Marketing Enterprises. En novembre 2004, Marvel intente une action pour violation de marque déposée à l'encontre de la société sud-coréenne NCsoft et le studio californien Cryptic Studios ayant lancé le  jeu de rôle en ligne massivement multijoueur City of Heroes.
En avril 2005, Marvel engage des poursuites contre Stan Lee au sujet de royalties cinématographiques de 10 millions de dollars, action gagnée par Marvel. En août 2005, Marvel fonde une filiale spécialisée dans la production cinématographique au travers de partenariats nommée MVL Productions. L'un des partenariats est conclu avec Paramount et concerne de production et de distribution de dix films. Le premier film de Paramount est consacré à Iron Man prévu pour 2008. Un contrat similaire est signé avec Universal et débute par le film L'Incroyable Hulk aussi prévu en 2008, reprenant les mêmes termes que celui avec Paramount. Il s'avère que le contrat avec Paramount avait une durée de 15 ans.
En septembre 2005, Marvel Enterprises change son nom en Marvel Entertainment pour indiquer sa diversification dans le cinéma.
En janvier 2006, Marvel signe un accord avec Hasbro aboutissant en 2007 à la transformation de son activité de production de jouets en une licence exclusive avec Hasbro. Marvel a ainsi mis un terme a l'histoire de la société Marvel Toys ex-Toy Biz.
Le 15 mars 2007 la société Stan Lee Media contre-attaque Marvel, à la suite de la plainte perdue en 2005, et réclame cinq milliards de dollars pour les personnages créés par Lee. Cette action est suivie le 30 mars par une similaire de Gary Friedrich et Gary Friedrich Enterprises au sujet du personnage Ghost Rider.
Le 13 novembre 2007, Marvel relance son service de publication sur internet sous le nom Marvel Digital Comics Unlimited.

### 2009-2019: Achat par Disney et la Saga de l'Infinité

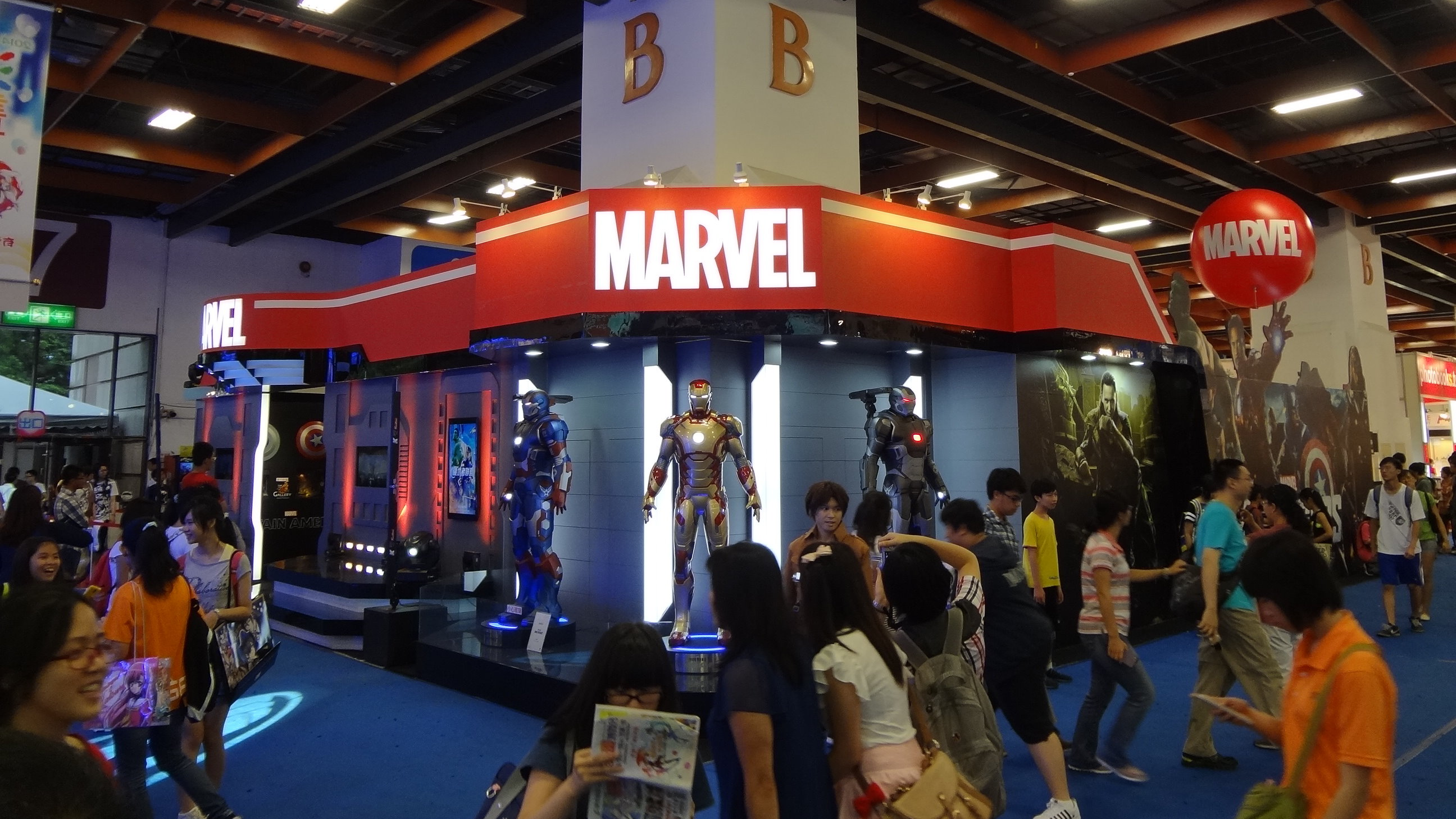
Stand Marvel dans une convention de Comics en 2014.

Le 31 août 2009, The Walt Disney Company annonce le rachat de Marvel Entertainment pour quatre milliards de dollars (soit 2,8 milliards d'euros). L'achat se ferait par échange d'action au taux de 0,745 action Disney pour une Marvel et 30 $ en numéraire mais cette transaction nécessite l'approbation de la commission anti-monopole et des actionnaires de Marvel. L'offre doit s'achever à la fin de l'année 2009. Le 2 décembre 2009, Marvel annonce que le vote final aura lieu le 31 décembre 2009. Le 31 décembre 2009, les actionnaires de Marvel approuvent le rachat par Disney pour une valeur estimée de 4,3 milliards de dollars.
Le 2 juin 2010 Marvel annonce la nomination de Joe Quesada comme Chief Creative Officer de Marvel Entertainment. Par la suite, Jeph Loeb ancien responsable de la division télévision est nommé vice-président exécutif. Le 1er octobre 2010, le siège newyorkais de Marvel déménage au 135 W. 50th Street dans un espace de 60 000 pieds carrés (5 574 m2) avec un bail de neuf ans. Le 9 octobre 2010, Activision annonce le prochain jeu Marvel, X-Men: Destiny développé par Silicon Knights. Le 14 octobre 2010, Disney annonce la production par ABC Television Studio de séries télévisées issues de Marvel dont Hulk et Le Punisher.
Le 9 février 2011, la plainte de Stan Lee Media contre Marvel entamée en 2007 est rejetée en appel. Le 21 juillet 2011, Disney Interactive Media Group engage Bill Roper, un des créateurs de Blizzard Entertainment pour gérer les jeux liés à Marvel,. Le 23 août 2011, Disney remercie trois des responsables commerciaux de Marvel : Dana Precious, Vice-présidente émérite commercial mondial, Jeffrey Stewart, Vice-président commercial mondial et Jodi Miller, responsable commercial mondial. Le 10 novembre 2011, Disney rachète à Sony Pictures les droits des produits dérivés sur The Amazing Spider-Man.
Le 27 juin 2012, Disney confirme la licence accordée à Dubaïland pour construire le parc Marvel Adventure mais précise qu'il ne sera pas développé par Walt Disney Imagineering. Le 10 octobre 2012, Stan Lee Media engage une nouvelle procédure pour obtenir plusieurs milliards de dollars de Disney-Marvel. Stan Lee Media est une société numérique cofondée en 1998 par Stan Lee et fermée en 2000 qui depuis 2007 a engagé de nombreuses poursuites contre Stan Lee, POW Entertainment, Marvel et Disney.
Le 29 janvier 2013, Disney-ABC signe un contrat avec LoveFilm filiale d'Amazon pour diffuser des séries d'animation de Marvel au Royaume-Uni et en Irlande. Le 11 mars 2013, Marvel annonce que le service Marvel Digital Comics Unlimited change de nom pour devenir Marvel Unlimited et qu'il sera disponible sur iOS. Le 18 avril 2013, Marvel, filiale de Disney, renouvelle son contrat signé en 2012 avec la franchise Mumbai Indians de l'Indian Premier League pour des produits jeunesse. Le 3 mai 2013, Kevin Feige annonce que Marvel récupère les licences de Daredevil, de GhostRider, du Punisher et de Blade. Pour rappel, Sony détient la franchise cinématographique de Spider-Man et la 20th Century Fox les franchises des Quatre fantastiques et des X-Men. Le 9 mai 2013, Walt Disney Animation Studios annonce la sortie du premier film d'animation inspiré de Marvel, intitulé Les Nouveaux Héros (Big Hero 6) et prévu pour 2014. Le 2 juillet 2013, Disney rachète les droits sur quatre films Marvel produits par Paramount Pictures entre 2008 et 2011 : Iron Man et Iron Man 2, Thor et Captain America. Le 22 juillet 2013, Disney et Hasbro prolongent leur contrat sur les produits dérivés de Marvel jusqu'en 2020 et signent un contrat similaire pour ceux dérivés de Lucasfilm,. Le 9 septembre 2013, Disney met fin au procès entamé en juin 2013 entre Marvel et Gary Friedrich au sujet des droits sur Ghost Rider selon des termes non révélés. Le 10 septembre 2013, un juge du Colorado stoppe la dernière plainte de Stan Lee Media contre Marvel au motif qu'elle est frivole. Le 17 octobre 2013, Disney lance des fruits et légumes avec des personnages Marvel comparables à Disney Garden lancé en 2006. Le 23 octobre 2013, Disney Japan annonce la production d'une série Marvel Disk Wars: The Avengers pour le printemps 2014 et produite par Tōei animation. Le 28 octobre 2013, Disney, maison mère de Marvel et Lucasfilm, met un terme aux machines à sous arborant des personnages Marvel Comics ou Star Wars. Le 7 novembre 2013, Marvel et Netflix annoncent un partenariat pour créer une chaîne de contenu dont quatre séries télévisées produites par Marvel Television.
Le 3 janvier 2014, Marvel annonce récupérer à partir de 2015 la licence Lucasfilm des publications Star Wars au détriment de Dark Horse. Le 26 février 2014, Disney annonce un budget de 200 millions d'USD sur trois ans pour produire dans la région de New York quatre séries Marvel destinées à Netflix et coproduites par Marvel Television et ABC Studios. Le 26 septembre 2014, Marvel et la famille de Jack Kirby parviennent à un accord amiable dans le procès les opposants sur les droits d'auteurs du dessinateur quelques jours avant un examen par la cour suprême américaine. Le 28 octobre 2014, les arguments de Stan Lee Media sont entendus par trois juges dans sa nouvelle plainte contre Marvel et Disney. Le 15 novembre 2014, Disney-Marvel et Fox démentent les rumeurs associant l'arrêt du comics Les Quatre Fantastiques avec une quelconque discorde au sujet des droits d'adaptation cinématographique. Le 25 décembre 2014, la dernière plainte de Stan Lee Media contre Disney-Marvel est déboutée par un juge du Colorado.
Le 28 avril 2015, Maker Studios lance une campagne de création de contenu sur Marvel et sur les X Games d'ESPN,,. Le 31 août 2015, à la suite d'une réorganisation, Marvel Studios dépend désormais de Walt Disney Studios alors que Marvel Comics et Marvel Television restent dans le giron de Marvel Entertainment,,,.
Le 2 mars 2017, le Los Angeles Times récapitule les projets d'attractions issues de Marvel Entertainment dans les parcs Disney comme au Disneyland Resort et à Hong Kong Disneyland et prédit un plus grand nombre dans les années à venir comme des croisières.
Le 2 février 2018, à la suite d'un changement de direction à la tête de Sony, une rumeur de vente de Sony Pictures Entertainment se répand dans la presse,, Sony détenant les droits de Spider-Man.

## Activités de Marvel Entertainment
Branches en activité
- depuis 1938 : Marvel Comics, maison d'éditions de comics.
- depuis 1996 : Marvel Studios (anciennement Marvel Films), branche de la production cinématographique et télévisuelle.
- depuis 2007 : Marvel Unlimited, branche de publication numérique de comics sur internet.
- depuis 2008 : Marvel Animation, branche de la production animation.
- depuis 2009 : Marvel Games, maison d'éditions de jeux vidéo.

Branches disparues
- 1981 à 1997 : Marvel Productions, société de production cinématographique et télévisuelle.
- 1988 à 2008 : Marvel Toys (anciennement Toy Biz), branche de produits dérivés/jouets.
- 2010 à 2019 : Marvel Television, branche de la production télévisuelle.

## Données économiques

### Chiffre d'affaires
| Année                                                                                   | Licences      | Édition | Jouets         | Cinéma | Groupe/autre | Total  |
| --------------------------------------------------------------------------------------- | ------------- | ------- | -------------- | ------ | ------------ | ------ |
| 2000                                                                                    | 19,20         | 45,20   | 167,30         |        |              | 231,70 |
| 2001                                                                                    | 40,00         | 49,50   | 91,70          |        |              | 181,20 |
| 2002                                                                                    | 79,60         | 64,50   | 155,00         |        |              | 299,10 |
| 2003                                                                                    | 124,45        | 73,26   | 149,92         |        |              | 347,63 |
| 2004                                                                                    | 214,70        | 86,00   | 212,80         |        |              | 513,50 |
| 2005                                                                                    | 230,10        | 92,40   | 68,00          |        |              | 390,50 |
| 2006                                                                                    | 127,20        | 108,50  | 119,10         |        |              | 351,80 |
| 2007                                                                                    | 272,70 343,60 | 125,70  | 87,40 0,00 (A) | 0,00   | 16,50        | 485,80 |
| 2008                                                                                    | 292,80        | 125,40  |                | 254,60 | 3,40         | 676,20 |
| Après 2009, les résultats financiers sont inclus dans ceux de Disney Consumer Products. |               |         |                |        |              |        |

(A) : En 2007, Marvel a signé un accord avec Hasbro aboutissant à la transformation de son activité de production de jouets en une licence exclusive avec Hasbro.

### Résultats nets
| Année                                                                                   | Licences      | Édition | Jouets     | Cinéma | Groupe/autre | Total  |
| --------------------------------------------------------------------------------------- | ------------- | ------- | ---------- | ------ | ------------ | ------ |
| 2000                                                                                    | 4,5           | 12,30   | -13,80     |        | -7,6         | -4,6   |
| 2001                                                                                    | 25,10         | 17,60   | 0,40       |        | -12,50       | 30,60  |
| 2002                                                                                    | 69,40         | 19,50   | 14,50      |        | -17,30       | 86,10  |
| 2003                                                                                    | 83,23         | 25,44   | 77,91      |        | -19,35       | 167,40 |
| 2004                                                                                    | 152,70        | 37,30   | 58,10      |        | -23,70       | 224,40 |
| 2005                                                                                    | 143,40        | 36,40   | 15,50      | 0,00   | -24,10       | 171,20 |
| 2006                                                                                    | 77,60         | 44,10   | 21,10      | -7,5   | -22,70       | 112,60 |
| 2007                                                                                    | 196,10 255,50 | 53,50   | 54,70 0,00 | -7,5   | -27,10       | 274,40 |
| 2008                                                                                    | 242,30        | 47,30   | 0,00       | 102,70 | -24,30       | 368,00 |
| Après 2009, les résultats financiers sont inclus dans ceux de Disney Consumer Products. |               |         |            |        |              |        |

### Directeurs
- Morton E. Handel, Chairman of the Board : octobre 1998
- Joseph Ahearn, CEO de ToyBiz : d'octobre 1998[105] au 24 novembre 1998
- Eric Ellenbogen, CEO : 24 novembre 1998[106] - juillet 1999
- F. Peter Cuneo, CEO : juillet 1999 à décembre 2002
- Allen Lipson (CEO) : décembre 2002[107] au 1er janvier 2005
- Isaac Perlmutter (CEO) : depuis le 1er janvier 2005[108]

## Analyse
En juillet 2019, CNBC fait le bilan d'une décennie de productions Marvel sous l'égide de la Walt Disney Company. L'achat de Marvel, achevé en août 2019 pour 4 milliards de dollars, s'est transformé en vingt-trois films de l'Univers cinématographique Marvel et plus de 18 milliards de dollars de recettes en salles. Toutefois, cette décennie est jonchée de nombreuses embûches. Par exemple, seuls seize films ont été distribués par Disney, en raison de contrats passés par Marvel avant le rachat avec Paramount, Universal ou Sony. Iron Man est sorti en 2008 avant le rachat grâce à Paramount et le premier film produit en interne par Disney date de 2012. Paramount a produit et distribué quatre films (Iron Man 1 et 2, le premier Captain America et le premier Thor) et Universal a fait de même pour Hulk tandis que Sony a attendu plusieurs années avant de parvenir à un accord avec Disney pour produire deux films Spider-Man. En raison de l'énorme succès financier, la décennie suivante s'annonce chargée avec plus de dix films et séries annoncés à partir de 2020 dont Black Widow, Eternals, Doctor Strange 2, Thor 4 et les séries pour Disney+. Kevin Feige évoque aussi les projets de Black Panther 2 et Captain Marvel 2 ainsi que l'intégration des Quatre Fantastiques à la suite de l'Acquisition de 21st Century Fox par Disney.